# Никола Кочовски
Никола Кочовски (на македонска литературна норма: Никола Кочовски) е драматург, критик и разказвач от Северна Македония.

## Биография
Роден е през 1933 година в Битоля, тогава в Югославия. Завършва Философския факултет на Скопския университет. Работи като университетски преподавател. Член е на Дружеството на писателите на Македония от 1973 година. Редактор е на изданието на ДПМ „Стожери“ и на битолския вестник „Развиток“. Член е на Македонското научно дружество - Битоля.